# Hans-Erich Voss
Hans-Erich Voss (* 30. Oktober 1897 in Angermünde; † 18. November 1969 in Berchtesgaden) war ein deutscher Vizeadmiral im Zweiten Weltkrieg.

## Leben
Voss trat am 5. Juli 1915 während des Ersten Weltkriegs als Freiwilliger in die Kaiserliche Marine ein. Nach der Grundausbildung folgten Verwendungen auf dem Linienschiff Hessen, sowie den Kleinen Kreuzern Berlin und Nürnberg. Vom 15. August bis 17. November 1917 absolvierte Voss an der Marineschule Mürwik einen Navigationskursus und wurde zwischenzeitlich am 17. September 1917 zum Leutnant zur See befördert. Anschließend kehrte er auf die Nürnberg zurück, wo er über das Kriegsende hinaus verblieb. Für sein Wirken während des Krieges erhielt Voss das Eiserne Kreuz sowie das Mecklenburgische Militärverdienstkreuz II. Klasse. Man stellte Voss am 16. November 1918 zur Verfügung der I. Marine-Inspektion in Kiel, beurlaubte ihn schließlich und entließ ihn zum 31. März 1919 zur Reserve. Er schloss sich daraufhin dem als Freikorps tätigen Garde-Landesschützenabteilung an.
Am 1. Oktober 1920 wurde Voss reaktiviert und in die Reichsmarine übernommen. Dort war er zunächst Kompanieoffizier bei der Schiffsstammdivision der Nordsee und am 10. Januar 1921 zum Oberleutnant zur See befördert. Es folgten Verwendungen als Wachoffizier und Adjutant auf dem Kleinen Kreuzer Arcona, als Sportlehrer bei der Marinestation der Nordsee, Wachoffizier auf dem Segelschulschiff Niobe. Nach seiner Versetzung auf das Linienschiff Elsass wurde er am 1. Januar 1928 zum Kapitänleutnant befördert. 1929 wurde er für ein Jahr Führer der Flak-Kompanie bei der I. Marine-Artillerie-Abteilung in Kiel. Anschließend wurde Voss vom 29. September 1930 bis 5. März 1934 als Lehrer an die Küstenartillerieschule nach Wilhelmshaven versetzt. Von dort folgte dann seine Kommandierung zur Marineleitung nach Berlin, wo Voss am 1. Oktober 1934 seine Beförderung zum Korvettenkapitän erhielt. Als solcher nahm er vom 4. Oktober 1935 bis 5. Januar 1936 an der Baubelehrung des Panzerschiffs Admiral Graf Spee teil und wurde nach der Indienststellung bis 14. März 1938 als 1. Artillerieoffizier verwendet. Während dieser Zeit war er mit dem Schiff u. a. an der internationalen Seeblockade zur Durchsetzung eines Waffenembargos gegen Spanien beteiligt und wurde am 1. November 1937 Fregattenkapitän. Nachdem Voss das Schiff verlassen hatte, wurde er zunächst zur Verfügung des Bildungswesens der Marine gestellt und mit der Aufstellung der 3. Marineunteroffizierslehrabteilung beauftragt, als deren Kommandeur er dann vom 1. April 1938 bis 22. August 1939 fungierte. Zugleich war Voss vom 25. März bis 11. April mit der Aufstellung der Marine-Artillerie-Abteilung Memel beauftragt.
Kurz vor dem Beginn des Zweiten Weltkriegs wurde Voss am 23. August 1939 als Admiralstabsoffizier in den Stab des Marinegruppenkommandos Ost versetzt. Mit der Beförderung zum Kapitän zur See kam Voss am 2. November 1939 als Chef der Kommandoabteilung (A I) im Marinekommandoamt beim Oberkommando der Kriegsmarine und übernahm kurze Zeit später die Leitung der aus der Kommandoabteilung (A I) entstandenen Kommandoamtsgruppe im Marinekommandoamt, später direkt in der Seekriegsleitung. Am 5. Oktober 1942 übernahm er als Kommandant den Schweren Kreuzer Prinz Eugen und wurde bereits am 1. März 1943 als ständiger Vertreter des Oberbefehlshabers der Kriegsmarine in das Führerhauptquartier versetzt, wo er am 1. März 1943 zum Konteradmiral befördert wurde. Beim Attentat vom 20. Juli 1944 auf Adolf Hitler wurde Voss verwundet und erhielt das Verwundetenabzeichen 20. Juli 1944. Am 1. August 1944 wurde er zum Vizeadmiral befördert.
Die letzten Tage des Zweiten Weltkriegs verbrachte Voss als ständiger Vertreter von Großadmiral Karl Dönitz in Berlin. Er nahm an der letzten Lagebesprechung am 27. April 1945 im Führerbunker teil und konnte in den Folgetagen aus der eingeschlossenen Reichskanzlei entkommen. Am 2. Mai wurde Voss von einigen Zivilisten an Oberstleutnant Klimentko der Roten Armee übergeben und am 3. Mai nahm er an der Identifizierung der Leichen von Joseph Goebbels und seiner Familie teil. Anschließend kam er in sowjetische Kriegsgefangenschaft, aus der er im Januar 1955 entlassen wurde.
Nach seinem Tod 1969 wurde Hans-Erich Voss auf dem Bergfriedhof in Schönau am Königssee beerdigt.